# Chevillon-sur-Huillard
Chevillon-sur-Huillard è un comune francese di 1 343 abitanti situato nel dipartimento del Loiret, nella regione del Centro-Valle della Loira.

## Società

### Evoluzione demografica
Abitanti censiti